# Cruising

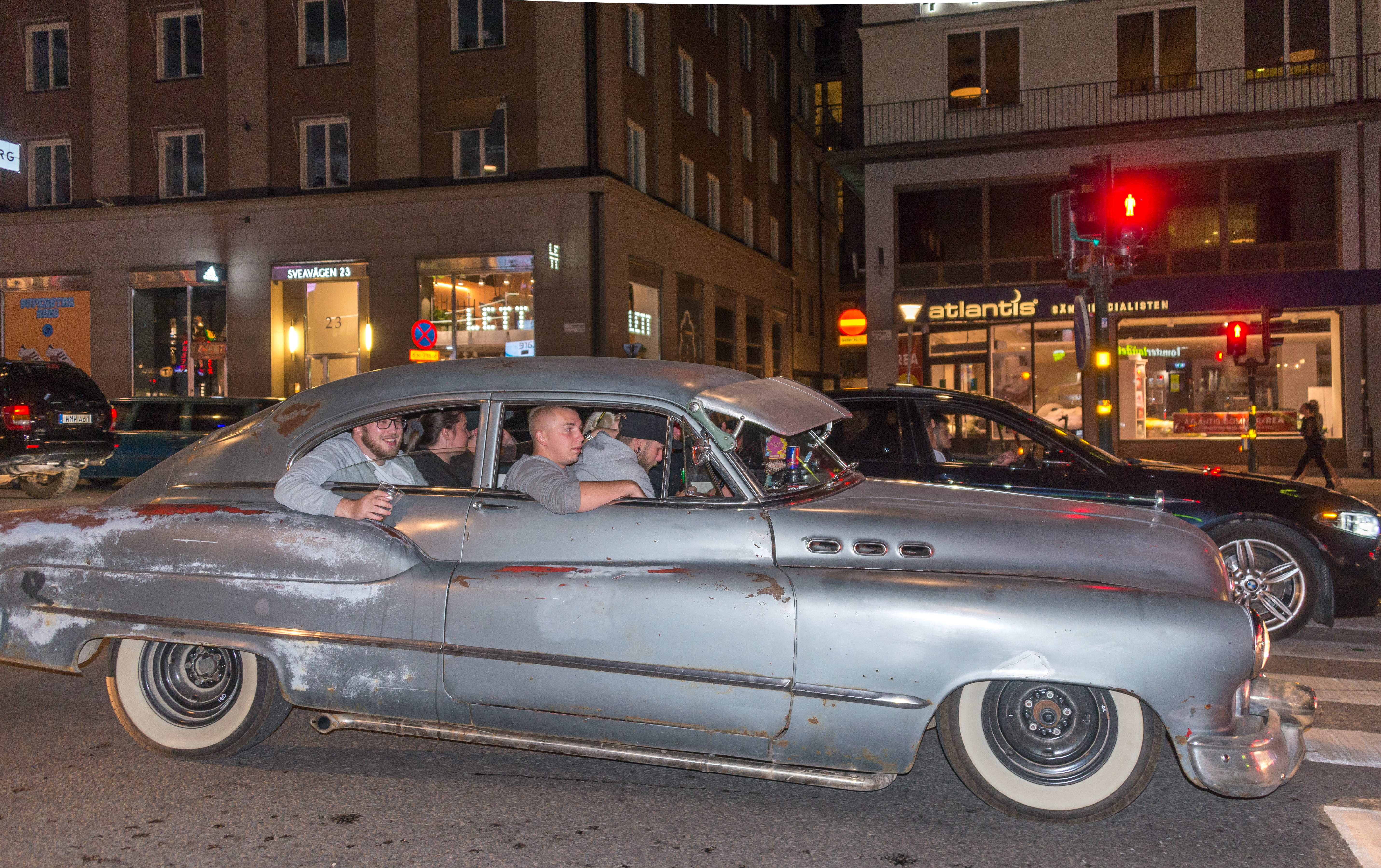
Cruising på Sveavägen i Stockholm med en jänkare från 1950-talet (Buick Super Riviera Sedan).

Cruising är ett engelskt ord som åsyftar segling, motorcykel- eller bilåkning för nöjet av själva färden, och där något mål för färden sällan finns. Jämför ordet nöjeskryssning där man, ombord på en båt, roar sig och där resans rutt inte alltid är så viktig.
En av världens största cruisingar är den som arrangeras i samband med Västerås Summer Meet. 
Cruising kan även avse raggning bland homosexuella.